# Lamprosema vogli
Lamprosema vogli là một loài bướm đêm trong họ Crambidae.